# Malletia cuneata
Malletia cuneata är en musselart som först beskrevs av John Gwyn Jeffreys 1876.  Malletia cuneata ingår i släktet Malletia och familjen Malletiidae. Inga underarter finns listade i Catalogue of Life.